# Lista zawodowych mistrzów świata wagi półśredniej w boksie
Waga półśrednia jest jedną z 8 klasycznych kategorii boksu zawodowego. Została wprowadzona w latach 80. XIX w. dla pięściarzy o wadze 141-147 funtów. W roku 1889 Amateur Boxing Association of England Ltd (ABA) określił jej limit na 145 funtów a w 1909 Londyński National Sporting Club na 147 funtów. W roku 1920 limit ten przyjęły New York State Athletic Commission (NYSAC) oraz National Boxing Association (NBA). Obecnie wynosi 66,7 kg (147 funtów).
Pierwszym powszechnie uznawanym mistrzem świata był od roku 1889 Amerykanin Paddy Duffy. Do roku 1975 praktycznie był jeden powszechnie uznawany mistrz świata. Po powstaniu nowych organizacji boksu zawodowego, każda uznaje swoich mistrzów świata i prowadzi własne listy bokserów ubiegających się o tytuł. Poniżej zestawiono mistrzów świata powszechnie uznanych oraz czterech podstawowych organizacji boksu zawodowego:
- World Boxing Association (WBA) powstała w roku 1962 na bazie istniejącej od 1921 roku National Boxing Association (NBA),
- World Boxing Council (WBC) założona w roku 1963,
- International Boxing Federation (IBF) założona w 1983,
- World Boxing Organization (WBO) założona w roku 1988.

| Zdobycie tytułu | Utrata tytułu        | Mistrz                 | Mistrz                               | Organizacja                  | Obrona tytułu |
| --- | -------------------- | ---------------------- | ------------------------------------ | ---------------------------- | ------------- |
| 29 marca 1889 | 1890                 | Paddy Duffy            | Stany Zjednoczone                    | Uniwersalny                  | 0             |
| Duffy zmarł 19 lipca 1890 na gruźlicę, w wieku 25 lat, będąc w posiadaniu tytułu mistrza. |                      |                        |                                      |                              |               |
| 14 grudnia 1892 | 26 lipca 1894        | Mysterious Billy Smith | Kanada                               | Uniwersalny                  | 1             |
| 26 lipca 1894 | 1898                 | Tommy Ryan             | Stany Zjednoczone                    | Uniwersalny                  | 1             |
| Ryan zrezygnował z tytułu przechodząc do kategorii średniej gdzie został mistrzem 24 października 1898. |                      |                        |                                      |                              |               |
| 25 sierpnia 1898 | 15 stycznia 1900     | Mysterious Billy Smith | Kanada                               | Uniwersalny                  | 2             |
| 15 stycznia 1900 | 16 października 1900 | James Rube Ferns       | Stany Zjednoczone                    | Uniwersalny                  | 2             |
| 16 października 1900 | 24 maja 1901         | Matty Matthews         | Stany Zjednoczone                    | Uniwersalny                  | 1             |
| 24 maja 1901 | 18 grudnia 1901      | James Rube Ferns       | Stany Zjednoczone                    | Uniwersalny                  | 2             |
| 18 grudnia 1901 | 16 października 1906 | Joe Walcott            | Wielka Brytania                      | Uniwersalny                  | 4             |
| 16 października 1906 | 23 kwietnia 1907     | Honey Mellody          | Stany Zjednoczone                    | Uniwersalny                  | 2             |
| 23 kwietnia 1907 | listopad 1908        | Mike Twin Sullivan     | Stany Zjednoczone                    | Unwersalny                   | 2             |
| Sullivan zrezygnował z tytułu po walce z Allenem Mahonosem 5 listopada 1908. |                      |                        |                                      |                              |               |
| 20 kwietnia 1908 | styczeń 1911         | Harry Lewis            | Stany Zjednoczone                    | Uniwersalny                  | 3             |
| Lewis zrezygnował z tytułu kontynuując karierę w wadze średniej. |                      |                        |                                      |                              |               |
| 21 marca 1914 | 1 czerwca 1915       | Matt Wells             | Wielka Brytania                      | Uniwersalny                  | 0             |
| 1 czerwca 1915 | 22 czerwca 1915      | Mike Glover            | Wielka Brytania                      | Uniwersalny                  | 0             |
| 22 czerwca 1915 | 31 sierpnia 1915     | Jack Britton           | Stany Zjednoczone                    | Uniwersalny                  | 0             |
| 31 sierpnia 1915 | 24 kwietnia 1916     | Ted Lewis              | Wielka Brytania                      | Uniwersalny                  | 6             |
| 24 kwietnia 1916 | 25 czerwca 1917      | Jack Britton           | Stany Zjednoczone                    | Uniwersalny                  | 5             |
| 25 czerwca 1917 | 17 marca 1919        | Ted Lewis              | Wielka Brytania                      | Uniwersalny                  | 6/7           |
| 17 marca 1919 | 1 listopada 1922     | Jack Britton           | Stany Zjednoczone                    | Uniwersalny                  | 13            |
| 1 listopada 1922 | 20 maja 1926         | Mickey Walker          | Stany Zjednoczone                    | Uniwersalny                  | 6/7           |
| 20 maja 1926 | 3 czerwca 1927       | Pete Latzo             | Stany Zjednoczone                    | Uniwersalny                  | 1             |
| 3 czerwca 1927 | 25 lipca 1929        | Joe Dundee             | Stany Zjednoczone                    | Uniwersalny                  | 1             |
| 25 lipca 1929 | 9 maja 1930          | Jackie Fields          | Stany Zjednoczone                    | Uniwersalny                  | 0             |
| 9 maja 1930 | 5 września 1930      | Young Jack Thompson    | Stany Zjednoczone                    | Uniwersalny                  | 0             |
| 5 września 1930 | 14 kwietnia 1931     | Tommy Freeman          | Stany Zjednoczone                    | Uniwersalny                  | 0             |
| 14 kwietnia 1931 | 23 października 1931 | Young Jack Thompson    | Stany Zjednoczone                    | Uniwersalny                  | 0             |
| 23 października 1931 | 28 stycznia 1932     | Lou Brouillard         | Kanada                               | Uniwersalny                  | 0             |
| 28 stycznia 1932 | 22 lutego 1933       | Jackie Fields          | Stany Zjednoczone                    | Uniwersalny                  | 0             |
| 22 lutego 1933 | 29 maja 1933         | Young Corbett III      | Stany Zjednoczone                    | Uniwersalny                  | 0             |
| 29 maja 1933 | 28 maja 1934         | Jimmy McLarnin         | Kanada                               | Uniwersalny                  | 0             |
| 28 maja 1934 | 17 września 1934     | Barney Ross            | Stany Zjednoczone                    | Uniwersalny                  | 0             |
| 17 września 1934 | 28 maja 1935         | Jimmy McLarnin         | Kanada                               | Uniwersalny                  | 0             |
| 28 maja 1935 | 31 maja 1938         | Barney Ross            | Stany Zjednoczone                    | Uniwersalny                  | 1             |
| 31 maja 1938 | 4 października 1940  | Henry Armstrong        | Stany Zjednoczone                    | Uniwersalny                  | 18            |
| 4 października 1940 | 29 lipca 1941        | Fritzie Zivic          | Stany Zjednoczone                    | Uniwersalny                  | 1             |
| 29 lipca 1941 | 1 lutego 1946        | Freddie Cochrane       | Stany Zjednoczone                    | Uniwersalny                  | 0             |
| 1 lutego 1946 | wrzesień 1946        | Marty Servo            | Stany Zjednoczone                    | Uniwersalny                  | 0             |
| Servo zrezygnował z tytułu narzekając na „krwawiący nos” po porażce z Rocky Graziano. |                      |                        |                                      |                              |               |
| 20 grudnia 1946 | 9 sierpnia 1950      | Sugar Ray Robinson     | Stany Zjednoczone                    | Uniwersalny                  | 5             |
| Robinson zrezygnował z tytułu przenosząc się do wagi średniej. |                      |                        |                                      |                              |               |
| 14 marca 1951 | 18 maja 1951         | Johnny Bratton         | Stany Zjednoczone                    | Uniwersalny                  | 0             |
| 18 maja 1951 | 20 października 1954 | Kid Gavilan            | Kuba                                 | Uniwersalny                  | 7             |
| 20 października 1954 | 1 kwietnia 1955      | Johnny Saxton          | Stany Zjednoczone                    | Uniwersalny                  | 0             |
| 1 kwietnia 1955 | 10 czerwca 1955      | Tony DeMarco           | Stany Zjednoczone                    | Uniwersalny                  | 0             |
| 10 czerwca 1955 | 14 marca 1956        | Carmen Basilio         | Stany Zjednoczone                    | Uniwersalny                  | 7             |
| 14 marca 1956 | 12 września 1956     | Johnny Saxton          | Stany Zjednoczone                    | Uniwersalny                  | 0             |
| 12 września 1956 | 23 września 1957     | Carmen Basilio         | Stany Zjednoczone                    | Uniwersalny                  | 1             |
| Basilio zrezygnował z tytułu zdobywając mistrzostwo świata wagi średniej po zwycięstwie nad Sugar Ray Robinsonem. |                      |                        |                                      |                              |               |
| 6 czerwca 1958 | 5 grudnia 1958       | Virgil Akins           | Stany Zjednoczone                    | Uniwersalny                  | 0             |
| 5 grudnia 1958 | 27 maja 1960         | Don Jordan             | Stany Zjednoczone                    | Uniwersalny                  | 2             |
| 27 maja 1960 | 1 kwietnia 1961      | Benny Paret            | Kuba                                 | Uniwersalny                  | 1             |
| 1 kwietnia 1961 | 30 września 1961     | Emile Griffith         | Wyspy Dziewicze Stanów Zjednoczonych | Uniwersalny                  | 1             |
| 30 września 1961 | 24 marca 1962        | Benny Paret            | Kuba                                 | Uniwersalny                  | 0             |
| 24 marca 1962 | 21 marca 1963        | Emile Griffith         | Wyspy Dziewicze Stanów Zjednoczonych | Uniwersalny                  | 2             |
| 21 marca 1963 | 8 czerwca 1963       | Luis Rodríguez         | Kuba                                 | Uniwersalny                  | 0             |
| 8 czerwca 1963 | 10 grudnia 1965      | Emile Griffith         | Wyspy Dziewicze Stanów Zjednoczonych | Uniwersalny                  | 4             |
| Griffith zrezygnował z tytułu przygotowując się do walki z Dickiem Tigerem o pas w wadze średniej. |                      |                        |                                      |                              |               |
| 28 listopada 1966 | 18 kwietnia 1969     | Curtis Cokes           | Stany Zjednoczone                    | Uniwersalny                  | 5             |
| 18 kwietnia 1969 | 3 grudnia 1970       | José Nápoles           | Kuba                                 | Uniwersalny                  | 3             |
| 3 grudnia 1970 | 4 czerwca 1971       | Billy Backus           | Stany Zjednoczone                    | Uniwersalny                  | 0             |
| 4 czerwca 1971 | maj 1975             | José Nápoles           | Kuba                                 | Unniwersalny (WBC i WBA)     | 9             |
| Napoles zrezygnował z tytułu WBA. |                      |                        |                                      |                              |               |
| maj 1975 | 6 grudnia 1975       | José Nápoles           | Kuba                                 | WBC                          | 1             |
| 28 czerwca 1975 | 17 lipca 1976        | Ángel Espada           | Portoryko                            | WBA                          | 1             |
| 6 grudnia 1975 | 22 czerwca 1976      | John H. Stracey        | Wielka Brytania                      | WBC                          | 1             |
| 22 czerwca 1976 | 14 stycznia 1979     | Carlos Palomino        | Meksyk                               | WBC                          | 7             |
| 17 lipca 1976 | 2 sierpnia 1980      | Pipino Cuevas          | Meksyk                               | WBA                          | 11            |
| 14 stycznia 1979 | 30 listopada 1979    | Wilfred Benítez        | Portoryko                            | WBC                          | 1             |
| 30 listopada 1979 | 20 czerwca 1980      | Sugar Ray Leonard      | Stany Zjednoczone                    | WBC                          | 1             |
| 20 czerwca 1980 | 25 listopada 1980    | Roberto Durán          | Panama                               | WBC                          | 0             |
| 2 sierpnia 1980 | 16 września 1981     | Thomas Hearns          | Stany Zjednoczone                    | WBA                          | 3             |
| 25 listopada 1980 | 16 września 1981     | Sugar Ray Leonard      | Stany Zjednoczone                    | WBC                          | 2             |
| Leonard pokonał 16 września 1981 Hearnsa w pojedynku unifikującym tytuły WBA i WBC. |                      |                        |                                      |                              |               |
| 16 września 1981 | 9 listopada 1982     | Sugar Ray Leonard      | Stany Zjednoczone                    | Uniwersalny (WBA i WBC)      | 1             |
| Leonard zrezygnował z tytułów mistrza WBA i WBC 9 listopada 1982 ze względu na problemy zdrowotne (rozwarstwienie siatkówki). |                      |                        |                                      |                              |               |
| 13 lutego 1983 | 4 lutego 1984        | Donald Curry           | Stany Zjednoczone                    | WBA                          | 2             |
| 4 lutego 1984 | 6 grudnia 1985       | Donald Curry           | Stany Zjednoczone                    | WBA i IBF                    | 4             |
| 13 sierpnia 1983 | 6 grudnia 1985       | Milton McCrory         | Stany Zjednoczone                    | WBC                          | 4             |
| 6 grudnia 1985 | 27 września 1986     | Donald Curry           | Stany Zjednoczone                    | Uniwersalny (WBA, WBC i IBF) | 0             |
| 27 września 1986 | 28 października 1987 | Lloyd Honeyghan        | Wielka Brytania                      | Uniwersalny (WBA, WBC i IBF) | 3             |
| Honeyghan zrezygnował z tytułu WBA na znak protesty przeciwko apartheidowi, gdy WBA jako pretendenta wyznaczyła Volbrecht z Południowej Afryki. |                      |                        |                                      |                              |               |
| 6 lutego 1987 | 22 sierpnia 1987     | Mark Breland           | Stany Zjednoczone                    | WBA                          | 0             |
| 22 sierpnia 1987 | 29 lipca 1988        | Marlon Starling        | Stany Zjednoczone                    | WBA                          | 2             |
| 28 października 1987 | 29 marca 1988        | Jorge Vaca             | Stany Zjednoczone                    | WBC                          | 0             |
| 29 marca 1988 | 4 lutego 1989        | Lloyd Honeyghan        | Wielka Brytania                      | WBC                          | 1             |
| 23 kwietnia 1988 | 1991                 | Simon Brown            | Jamajka                              | IBF                          | 8             |
| Simon Brown zdobył wakujący tytuł IBF pokonując Tyrone Trice przez TKO w 14r. Zrezygnował z tytułu IBF po zostaniu mistrzem WBC. |                      |                        |                                      |                              |               |
| 29 lipca 1988 | 12 grudnia 1988      | Tomas Molinares        | Kolumbia                             | WBA                          | 0             |
| Molinares został mistrzem świata po kontrowersyjnej decyzji sędziego ringowego. Ostatecznie walka została uznana za nie odbytą ale tytułu Molinaresa nie pozbawiono. Zrezygnował z tytułu ze względu na problemy zdrowotne.                                               |                      |                        |                                      |                              |               |
| 4 lutego 1989 | 8 lipca 1990         | Mark Breland           | Stany Zjednoczone                    | WBA                          | 4             |
| 4 lutego 1989 | 19 sierpnia 1990     | Marlon Starling        | Stany Zjednoczone                    | WBC                          | 1             |
| 6 maja 1989 | 1989                 | Genaro Léon            | Meksyk                               | WBO                          | 0             |
| Genaro Leon został pierwszym mistrzem organizacji WBO po zwycięstwie nad Dannym Garcią przez KO w 1r. Zrezygnował z tytułu WBO przystępując do pojedynku o lokalny tytuł WBC.                                                                                             |                      |                        |                                      |                              |               |
| 15 grudnia 1989 | 12 lutego 1993       | Manning Galloway       | Stany Zjednoczone                    | WBO                          | 7             |
| 8 lipca 1990 | 19 stycznia 1991     | Aaron Davis            | Stany Zjednoczone                    | WBA                          | 0             |
| 19 sierpnia 1990 | 18 marca 1991        | Maurice Blocker        | Stany Zjednoczone                    | WBC                          | 0             |
| 19 stycznia 1991 | 31 października 1992 | Meldrick Taylor        | Stany Zjednoczone                    | WBA                          | 2             |
| 18 marca 1991 | 29 listopada 1991    | Simon Brown            | Jamajka                              | WBC                          | 0             |
| 4 października 1991 | 19 czerwca 1993      | Maurice Blocker        | Stany Zjednoczone                    | IBF                          | 1             |
| 29 listopada 1991 | 6 marca 1993         | James McGirt           | Stany Zjednoczone                    | WBC                          | 2             |
| 31 października 1992 | 4 czerwca 1994       | Crisanto España        | Wenezuela                            | WBA                          | 2             |
| 12 lutego 1993 | 1993                 | Gert Bo Jacobsen       | Dania                                | WBO                          | 0             |
| Jacobsen zrezygnował z tytułu nie przystępując do jego obrony. |                      |                        |                                      |                              |               |
| 6 marca 1993 | 12 kwietnia 1997     | Pernell Whitaker       | Stany Zjednoczone                    | WBC                          | 8             |
| 19 czerwca 1993 | 18 września 1999     | Félix Trinidad         | Portoryko                            | IBF                          | 15            |
| 16 października 1993 | 13 kwietnia 1996     | Eamonn Loughran        | Wielka Brytania                      | WBO                          | 5             |
| 4 czerwca 1994 | 1998                 | Ike Quartey            | Ghana                                | WBA                          | 7             |
| Quartey utracił tytuł WBA ze względu na problemy osobiste i zdrowotne. |                      |                        |                                      |                              |               |
| 13 kwietnia 1996 | 1996                 | José Luis López        | Meksyk                               | WBO                          | 1             |
| Lopez zrezygnował z tytułu WBO przystępując do pojedynku z Ike Quartey o tytuł WBA. |                      |                        |                                      |                              |               |
| 22 lutego 1997 | 1997                 | Michael Löwe           | Rumunia                              | WBO                          | 1             |
| Loewe po udanej obronie tytułu zakończył karierę bokserską z powodu kontuzji. |                      |                        |                                      |                              |               |
| 12 kwietnia 1997 | 18 września 1999     | Óscar de la Hoya       | Stany Zjednoczone                    | WBC                          | 7             |
| 14 lutego 1998 | 6 maja 2000          | Ahmed Kotiev           | Rosja                                | WBO                          | 4             |
| 10 października 1998 | 2000                 | James Page             | Stany Zjednoczone                    | WBA                          | 3             |
| Page został pozbawiony tytułu WBA nie wywiązując się z jego obrony. |                      |                        |                                      |                              |               |
| 18 września 1999 | 3 marca 2000         | Félix Trinidad         | Portoryko                            | WBC i IBF                    | 0             |
| Trinidad zrezygnował z tytułów zostając mistrzem WBA w junior średniej. |                      |                        |                                      |                              |               |
| 6 maja 2000 | marzec 2002          | Daniel Santos          | Portoryko                            | WBO                          | 3             |
| Santos zrezygnował z tytułu WBO przechodząc do wyższej kategorii. |                      |                        |                                      |                              |               |
| 17 czerwca 2000 | 26 stycznia 2002     | Shane Mosley           | Stany Zjednoczone                    | WBC                          | 3             |
| 17 lutego 2001 | 30 marca 2002        | Andrew Lewis           | Gujana                               | WBA                          | 2             |
| 12 maja 2001 | 12 grudnia 2001      | Vernon Forrest         | Stany Zjednoczone                    | IBF                          | 0             |
| Forrest zrezygnował z tytułu IBF przystępując 12 grudnia 2001 do walki z Shane'em Mosleyem o tytuł WBC. |                      |                        |                                      |                              |               |
| 26 stycznia 2002 | 25 stycznia 2003     | Vernon Forrest         | Stany Zjednoczone                    | WBC                          | 1             |
| 16 marca 2002 | 14 lipca 2007        | Antonio Margarito      | Meksyk                               | WBO                          | 7             |
| 30 marca 2002 | 25 stycznia 2003     | Ricardo Mayorga        | Nikaragua                            | WBA                          | 1             |
| 13 kwietnia 2002 | 22 marca 2003        | Michele Piccirillo     | Włochy                               | IBF                          | 0             |
| 25 stycznia 2003 | 13 grudnia 2003      | Ricardo Mayorga        | Nikaragua                            | WBA i WBC                    | 1             |
| 22 marca 2003 | 13 grudnia 2003      | Cory Spinks            | Stany Zjednoczone                    | IBF                          | 1             |
| 13 grudnia 2003 | 5 lutego 2005        | Cory Spinks            | Stany Zjednoczone                    | WBA, WBC i IBF               | 2             |
| 5 lutego 2005 | 7 stycznia 2006      | Zab Judah              | Stany Zjednoczone                    | WBA, WBC i IBF               | 1             |
| 7 stycznia 2006 | 8 kwietnia 2006      | Zab Judah              | Stany Zjednoczone                    | IBF                          | 0             |
| Judah 7 stycznia 2006 przegrywając z Carlosem Manuelem Baldomirem stracił tytuł WBC oraz pozbawiony został tytułu „super czempiona” i pasa WBA. Pozostał z tytułem IBF.                                                                                                   |                      |                        |                                      |                              |               |
| 7 stycznia 2006 | 4 listopada 2006     | Carlos Manuel Baldomir | Argentyna                            | WBC                          | 1             |
| 8 kwietnia 2006 | 2006                 | Floyd Mayweather Jr.   | Stany Zjednoczone                    | IBF                          | 0             |
| Mayweather nie bronił tytułu IBF wybierając konfrontację z Carlosem Manuelem Baldomirem o tytuł WBC. |                      |                        |                                      |                              |               |
| 13 maja 2006 | 2006                 | Ricky Hatton           | Wielka Brytania                      | WBA                          | 0             |
| Hatton zrezygnował z tytułu WBA w półśredniej starając się o tytuł IBF w junior półśredniej. |                      |                        |                                      |                              |               |
| 28 października 2006 | 12 kwietnia 2008     | Kermit Cintron         | Portoryko                            | IBF                          | 2             |
| 4 listopada 2006 | 6 czerwca 2008       | Floyd Mayweather Jr.   | Stany Zjednoczone                    | WBC                          | 1             |
| Mayweather zrezygnował z tytułu ogłaszając zakończenie kariery. Powrócił na ring w 2009. |                      |                        |                                      |                              |               |
| 2 grudnia 2006 | 26 lipca 2008        | Miguel Angel Cotto     | Portoryko                            | WBA                          | 4             |
| 14 lipca 2007 | 9 lutego 2008        | Paul Williams          | Stany Zjednoczone                    | WBO                          | 0             |
| 9 lutego 2008 | 7 czerwca 2008       | Carlos Quintana        | Portoryko                            | WBO                          | 0             |
| 12 kwietnia 2008 | lipiec 2008          | Antonio Margarito      | Meksyk                               | IBF                          | 0             |
| Margarito został pozbawiony tytułu IBF wybierając konfrontację z Miguelem Cotto o tytuł WBA. |                      |                        |                                      |                              |               |
| 7 czerwca 2008 | 29 listopada 2008    | Paul Williams          | Stany Zjednoczone                    | WBO                          | 0             |
| Williams nie bronił tytułu WBO przechodząc do wagi średniej. |                      |                        |                                      |                              |               |
| 21 czerwca 2008 | 16 kwietnia 2011     | Andre Berto            | Stany Zjednoczone                    | WBC                          | 5             |
| 26 lipca 2008 | 24 stycznia 2009     | Antonio Margarito      | Meksyk                               | WBA                          | 0             |
| 2 sierpnia 2008 | 16 kwietnia 2009     | Joshua Clottey         | Ghana                                | IBF                          | 0             |
| 16 kwietnia 2009, Clottey zrezygnował z tytułu IBF stając 13 czerwca 2009 do walki z Miguelem Cotto o tytuł WBO. |                      |                        |                                      |                              |               |
| 24 stycznia 2009 | 21 maja 2010         | Shane Mosley           | Stany Zjednoczone                    | WBA                          | 0             |
| Shane Mosley noszący tytuł „super czempiona” pozbawiony został pasa WBA za stoczenie 1 maja 2010 walki z Floydem Mayweatherem Jr., na którą nie została wyrażona zgoda. Za jedynego właściciela tytułu uznany został dotychczasowy mistrz regularny Wjachesław Senczenko. |                      |                        |                                      |                              |               |
| 21 lutego 2009 | 14 listopada 2009    | Miguel Angel Cotto     | Portoryko                            | WB0                          | 1             |
| 1 sierpnia 2009 | 11 grudnia 2009      | Isaac Hlatshwayo       | Południowa Afryka                    | IBF                          | 0             |
| 14 listopada 2009 | 9 czerwca 2012       | Manny Pacquiao         | Filipiny                             | WBO                          | 3             |
| 11 grudnia 2009 | 3 września 2011      | Dejan Zavec            | Słowenia                             | IBF                          | 3             |
| 21 maja 2010 | 29 kwietnia 2012     | Wjaczesław Senczenko   | Ukraina                              | WBA                          | 3             |
| 16 kwietnia 2011 | 17 września 2011     | Victor Ortiz           | Stany Zjednoczone                    | WBC                          | 0             |
| 3 września 2011 | listopad 2011        | Andre Berto            | Stany Zjednoczone                    | IBF                          | 0             |
| Berto zrezygnował z tytułu IBF wybierając rewanżowy pojedynek z Victorem Ortizem zamiast walki z obowiązkowym pretendentem Randallem Baileyem. |                      |                        |                                      |                              |               |
| 17 września 2011 | 3 maja 2014          | Floyd Mayweather Jr.   | Stany Zjednoczone                    | WBC                          | 3             |
| Mayweather po pokonaniu Marcosa Maidany 3 maja 2014 został supermistrzem WBA, zachowując mistrzostwo świata WBC. |                      |                        |                                      |                              |               |
| 29 kwietnia 2012 | 22 czerwca 2013      | Paul Malignaggi        | Stany Zjednoczone                    | WBA                          | 1             |
| 9 czerwca 2012 | 20 października 2012 | Randall Bailey         | Stany Zjednoczone                    | IBF                          | 0             |
| Bailey zdobył wakujący tytuł po zwycięstwie przez nokaut w jedenastej rundzie nad Mikiem Jonesem (Stany Zjednoczone). |                      |                        |                                      |                              |               |
| 9 czerwca 2012 | 12 kwietnia 2014     | Timothy Bradley        | Stany Zjednoczone                    | WBO                          | 2             |
| 20 października 2012 | 7 grudnia 2013       | Devon Alexander        | Stany Zjednoczone                    | IBF                          | 0             |
| 22 czerwca 2013 | 14 grudnia 2013      | Adrien Broner          | Stany Zjednoczone                    | WBA                          | 0             |
| 7 grudnia 2013 | 16 sierpnia 2014     | Shawn Porter           | Stany Zjednoczone                    | IBF                          | 1             |
| 14 grudnia 2013 | 3 maja 2014          | Marcos Maidana         | Argentyna                            | WBA                          | 0             |
| 12 kwietnia 2014 | 3 maja 2015          | Manny Pacquiao         | Filipiny                             | WBO                          | 1             |
| Pacquiao stracił tytuł WBO po przegranej w walce z supermistrzem WBA i mistrzem WBC Floydem Mayweatherem Jrem. |                      |                        |                                      |                              |               |
| 3 maja 2014 | 2 maja 2015          | Floyd Mayweather Jr.   | Stany Zjednoczone                    | WBA Super i WBC              | 2             |
| Mayweather po pokonaniu 2 maja 2015 Manny’ego Pacquiao został również mistrzem świata WBO. |                      |                        |                                      |                              |               |
| 16 sierpnia 2014 | Nadal                | Kell Brook             | Wielka Brytania                      | IBF                          | 2             |
| 16 lutego 2015 | Nadal                | Keith Thurman          | Stany Zjednoczone                    | WBA                          | 1             |
| Keith Thurman, który był tymczasowym mistrzem świata WBA od pokonania Diego Chávesa 27 lipca 2013, został mistrzem regularnym WBA w lutym 2015, po tym, jak Floyd Mayweather Jr. został supermistrzem WBA.                                                                |                      |                        |                                      |                              |               |
| 2 maja 2015 | 6 lipca 2015         | Floyd Mayweather Jr.   | Stany Zjednoczone                    | WBA Super, WBC i WBO         | 0             |
| Mayweather został pozbawiony tytułu WBO za nieopłacenie pasa mistrzowskiego. |                      |                        |                                      |                              |               |
| 6 lipca 2015 | Nadal                | Floyd Mayweather Jr.   | Stany Zjednoczone                    | WBA Super i WBC              | 0             |
| 6 lipca 2015 | Nadal                | Timothy Bradley        | Stany Zjednoczone                    | WBO                          | 0             |
| Bradley, który został mistrzem tymczasowym po pokonaniu Jessiego Vargasa 27 czerwca 2015, został mistrzem regularnym WBO po pozbawieniu tytułu Floyda Mayweathera Jra. |                      |                        |                                      |                              |               |